# Pawołcze
Pawołcze (bułg. Паволче) – wieś w Bułgarii, w obwodzie Wraca, w gminie Wraca. W 2024 roku liczyła 694 mieszkańców.